# Цирер, Карл Михаэль
Карл Михаэ́ль Ци́рер (нем. Karl Michael Ziehrer, или Carl Michael Ziehrer; 2 мая 1843, Вена — 14 ноября 1922, там же) — австрийский композитор и дирижёр. Автор 23 оперетт, многочисленных (более 600) вальсов, полек и маршей.

## Биография
Цирер родился в Вене, в семье преуспевающего изготовителя шляп. После обучения музыке в Венской консерватории занялся композицией и некоторое время конкурировал с Иоганном Штраусом за внимание венской публики.
1863: организует собственный оркестр. Дирижировал также военным оркестром.
1866: первая оперетта: одноактная «Рай Магомета».
В 1870-е годы начал издание музыкального журнала «Deutsche Musikzeitung». Гастролирует по Европе со своим оркестром. Популярность его растёт.
1881: знакомится в Берлине со своей будущей женой Марианной Эдельман (Marianne Edelmann), артисткой оперетты.

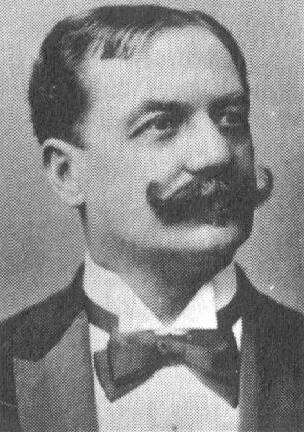
К. М. Цирер в 1896 г.

1885—1893: продолжает гастроли по Европе. Как прославленный дирижёр, получает персональное приглашение на Всемирную выставку в Чикаго (1893).
1899: новая оперетта Цирера, «Бродяги» (Die Landstreicher). Оперетта хорошо принята публикой, но наибольший успех имела другая оперетта, «Гид» (Fremdenführer, 1902).
1909: Цирер получает почётный титул «музыкального распорядителя придворных балов», которым при жизни владели Штраусы (отец и сын). Он стал последним носителем этого звания.
Первая мировая война привела к разорению Цирера. Всеми забытый, он умер в Вене в 1922 году; похоронен на Центральном кладбище Вены среди могил известных лиц.
В Вене Циреру поставлен памятник (на улице Пратер Хаупталле), а в Национальной библиотеке имеется его мемориальная комната (Вена 1, пл. Йозефсплатц, 1).

Цирер изображен на австрийских почтовых марках 1947 и 1972 г. В 1972 г., к 50-летию со дня смерти Цирера, была также выпущена серебряная монета (25 шиллингов) с его портретом.

## Творчество
Цирер сочинил более 600 вальсов, полек и маршей, исполняемых и в наши дни. Традиционный Венский бал в Москве не обходится без его полонеза.
Список главных оперетт Цирера (всего их было более 20):
- Король Жером (König Jérôme, 1878)
- Бродяги (Die Landstreicher, 1899)
- Три желания (Die drei Wünsche, 1901)
- Гид (Der Fremdenführer, 1902)
- Казначей (Der Schätzmeister, 1904)
- Fesche Geister (1905)
- Сумасбродка (Ein tolles Mädel!, 1907)

Список вальсов:
- Венские девушки (Weaner Madl’n, op. 388)
- Венские граждане (Wiener Burger, op. 419)
- Новый век, новая жизнь (Seculo nuovo, vita nuova, op. 498)
- Я смеюсь! (Ich lach!, 554)